# Titti Hasselrot
Astrid "Titti" Märta Margareta Hasselrot, född 25 augusti 1945 i Stockholm, är en svensk skribent och bokformgivare. 
Hasselrot, som är dotter till avdelningschef Martin Engström och folkskollärare Dagmar Allsing, diplomerades från Grafiska institutet 1967, var frilans och biträdande informationschef vid Universitetskanslersämbetet (UKÄ) 1971–1976, förlagsredaktör på Liber förlag 1976–1980, redaktör och ansvarig utgivare för Riksförbundet för sexuell upplysnings (RFSU) boktidning Ottar 1981–1985 och expert vid Tema Teknik och social förändring vid Linköpings universitet 1986–1987. Hon har varit aktiv i teaterföreningen Karolina (kvinnoteatergrupp i Stockholm). Hon har utgivit bland annat Vården och människovärdet (1982), Skruven (1983), Ur skägget (1984), Skål och tack (1987), Lotta mellan diskbänken och framtiden (1987) och var redaktör (tillsammans med Annika Danielson och Birgitta Enochsson) för Fnitter-böckerna 1981–1986. Hon har även utgivit skrifter och böcker om bland annat vävning och bildvävning.